# Simon Busuttil
Simon Busuttil (født 20. marts 1969) er et tidligere maltesisk medlem af Europa-Parlamentet, valgt for Partit  Nazzjonalista (indgik i parlamentsgruppen Gruppen for Det Europæiske Folkeparti). Han blev første gang valgt i 2004 og genvalgt i 2009, men trådte ud før valgperiodens udløb 10. marts 2013, da han blev valgt til det maltesiske parlament. Han blev kort efter sit valg til parlamentet valgt til formand for Partit Nazzjonalista.